# Xã Richland, Quận Madison, Arkansas
Xã Richland (tiếng Anh: Richland Township) là một xã thuộc quận Madison, tiểu bang Arkansas, Hoa Kỳ. Năm 2010, dân số của xã này là 567 người.